# Ламтюгин, Сергей Евгеньевич
Сергей Евгеньевич Ламтюгин (укр. Сергій Евгеньевич Ламтюгін; род. 1 января 1977, Симферополь) — украинский футболист, защитник; футбольный тренер.

## Биография
Родился 1 января 1977 года в Симферополе. Воспитанник симферопольского Училища олимпийского резерва. Начал профессиональную карьеру в симферопольской «Таврии». Дебют в составе команды состоялся 20 октября 1993 года в матче Кубка Украины против стрыйской «Скалы» (0:2). В Высшей лиге Украины за крымчан провёл одну игру, состоявшеюся 7 мая 1994 года против одесского «Черноморца» (1:3).
После этого выступал за судакский «Сурож» в любительском чемпионате Украины, каховский «Мелиоратор», сакское «Динамо» и армянский «Титан» во Второй лиге Украины. Сезон 1998/99 провёл в стане днепропетровского «Днепра», выступая также за вторую команду — «Днепр-2». В 2000 году перешёл в хмельницкое «Подолье», вместе с которым завоевал серебряные медали Второй лиги. Являлся капитаном команды. В следующем году провёл один матч за сумский «Спартак» в Первой лиге Украины. Летом 2001 года выступал во Второй лиге за симферопольское «Динамо». Затем Ламтюгин играл за любительский клуб «Боспор» из Керчи. В апреле 2002 года находился на просмотре в белорусском клубе «Днепр-Трансмаш», но не подошёл тренерскому штабу могилёвской команды. С 2002 по 2003 год играл за харьковский «Арсенал» и дмитровский «Уголёк», который и стал последним профессиональным клубом футболиста.
Завершив выступления на профессиональном уровне играл за любительские клубы Крыма — «Орбита-Наша Ряба» (Красногвардейское), «Мясокомбинат Столичный» (Симферополь) и «Саки». С 2018 года сыграл ряд поединков за красногвардейскую «Орбиту».
В 2010 году являлся главным тренером команды «Саки». С 2016 по 2017 год — главный тренер и генеральный директор джанкойского «Спартака-МАИБ». В августе 2018 года возглавил красногвардейскую «Орбиту». По итогам сезона 2019/20 Ламтюгин был признан лучшим тренером любительского чемпионата Крыма.

## Достижения
«Подолье»
- Серебряный призёр Второй лиги Украины: 1999/00

## Статистика
| Сезон            | Клуб                  | Лига                | Чемпионат | Чемпионат | Кубок | Кубок |
| Сезон            | Клуб                  | Лига                | Игры      | Голы      | Игры  | Голы  |
| ---------------- | --------------------- | ------------------- | --------- | --------- | ----- | ----- |
| 1993/94          | Таврия                | Высшая лига Украины | 1         | 0         | 1     | 0     |
| 1995/96          | Мелиоратор            | Вторая лига Украины | 19        | 0         | 1     | 0     |
| 1995/96          | Динамо (Саки)         | Вторая лига Украины | 10        | 0         |       |       |
| 1996/97          | Динамо (Саки)         | Вторая лига Украины | 2         | 0         |       |       |
| 1996/97          | Титан (Армянск)       | Вторая лига Украины | 15        | 0         |       |       |
| 1997/98          | Титан (Армянск)       | Вторая лига Украины | 31        | 2         | 4     | 0     |
| 1998/99          | Днепр                 | Высшая лига Украины | 4         | 0         | 2     | 0     |
| 1998/99          | → Днепр-2             | Вторая лига Украины | 4         | 0         |       |       |
| 1999/00          | Подолье (Хмельницкий) | Вторая лига Украины | 5         | 1         |       |       |
| 2000/01          | Подолье (Хмельницкий) | Вторая лига Украины | 14        | 2         |       |       |
| 2000/01          | Спартак (Сумы)        | Первая лига Украины | 1         | 0         |       |       |
| 2001/02          | Динамо (Симферополь)  | Вторая лига Украины | 3         | 0         |       |       |
| 2002/03          | Арсенал (Харьков)     | Первая лига Украины | 6         | 0         |       |       |
| 2003/04          | Уголёк (Димитров)     | Вторая лига Украины | 13        | 1         |       |       |
| Всего за карьеру | Всего за карьеру      | Всего за карьеру    | 128       | 6         | 8     | 0     |